# 위지웅
위지웅(1986년 9월 19일 ~ )은 대한민국의 배우 겸 모델이다.
2009년 엘리트 모델 룩 코리아 7기 출신이다.

## 학력
- 세종대학교 부설 세종초등학교
- 건국대학교 사범대학 부속중학교
- 이화여자대학교 사범대학 부속 이화금란고등학교
- 국제대학교 모델과

## 출연작

### 영화
- 《외계+인 2부》 - 헬스장 역 (2024년)
- 《낙원의 밤》 - 북성 수하들 역 (2021년)
- 《오늘도 평화로운》 - 이소룡 역 (2019년)
- 《특이점이 온 영화》- 은수남 역 (2017년)
- 《형님아내3 아랫집 부인》 - 재혁 역 (2017년)
- 《옆집여자》- 창수 역 (2017년)
- 《유혹》 - 승환 역 (2017년)
- 《처제의 꿈》 - 형부 역 (2016년)
- 《두 처제》 - 형부 역 (2016년)
- 《젊은형부》 - 태민 역 (2016년)
- 《엄딸》- 강인 역 (2016년)
- 《타부 금지된사랑》- 준환 역 (2015년)
- 《패션왕》 - 패션왕 대회 예선 모델 역 (2014년)
- 《바캉스》 - 진위 역 (2013년)
- 《마이웨이》 - 마라톤 선수 역 (2011년)
- 《사물의 비밀》 - 클럽 웨이터 역 (2011년)
- 《카운트다운》 - 항구 경호원 역 (2011년)
- 《풍산개》 - 초병 1 역 (2011년)
- 《아저씨》 - 조직원 역 (2010년)
- 《포화 속으로》 - 학도병 역 (2010년)

### 드라마
- 《오징어 게임 시즌 3》 - VIP 바디페인팅 인간가구 역           (2025년, Netflix)
- 《사랑도 돈이 되나요》 - 소개팅남 역 (2012년, MBN)
- 《자체발광 그녀》 - 수영장남 역 (2012년, KBS Drama)

### 웹드라마
- 《고스트 사무라이》- 도깨비 역 (2019년)

- 《이은미의 첫경험 리플레이》- 세돌 역 (2016년)

- 《대학생들 시즌 2》- 특별출연 심사위원 역 (2013년)

### 방송
- 《MBC 광복80주년 특별기획 기억록2 - 임정을 지킨 부부,        연미당과 엄항섭》 - 엄항섭 역 (2025년)
- 《tvN 렛츠고 시간탐험대 시즌 3》 - 회동증동자 역 (2016년)
- 《tvN 롤러코스터 시즌 3》 - 몸짱남 역 (2013년)
- 《홍콩 ATV 미스터 아시아》 - 한국대표 (2012년)
- 《KBS 역사스페셜 - 조선에 온 중국첩보원 사세용》 - 사세용 역 (2012년)
- 《XTM 옴므 4.0》 (2012년)
- 《MBN 끝장대결! 창과 방패》 - 천진난만 부부역 (2012년)
- 《I do 슈퍼모델》 (2011년)
- 《E!TV 스타사관학교》 (2009년)

### CF
- 《쥬비스 다이어트 - 사방이 적들 편》 - 배달부 역 (2017년)
- 《멘토스 - 캠퍼스 편》 - 좌석커플 역 (2015년)
- 《아사히 수퍼드라이 - 맛있다 편》 (2013년)
- 《한류미남과 사랑하고 싶다》 - 재민 역 (2012년)
- 《olleh LTE Warp - 엘리베이터 편》 (2012년)
- 《생탁》 (2012년)

### 뮤직비디오
- The Primary - Deadweight (2014년)
- 준호(2pm) - キミの声(너의 목소리) (2013년)
- 소울릭 - My Heart (2010년)

### 대회&수상
- 《맨즈헬스와 함께하는 펄스에잇 핏 콘테스트》 (2019년) - 핏모델 톨부문 TOP8
- 《세계 프로 모델대회》 (2018년)
- 《제2회 아시아 국제 영화제》 (2017년) - 베스트 신인배우상 수상
- 《제2회 미스터 인터내셔널 코리아 선발대회》 (2014년)
- 《제1회 미스터 인터내셔널 코리아 선발대회》 (2013년) - 베스트 캣워크상 수상
- 《제3회 홍콩 ATV 미스터 아시아 선발대회》 (2012년) - 한국대표&TOP16
- 《제6회 전국 퍼스트모델 선발대회 인기상》 (2010년) - 인기상 수상
- 《제1회 서경대 총장배 슈퍼모델 선발대회》 (2009년) - 베스트 워킹상 수상
- 《제7회 엘리트 모델 룩 코리아 선발대회》 (2009년)
- 《E!TV 스타사관학교》 (2009년) -  B팀
- 《제1회 에덴밸리 모델선발대회》 (2009년)
- 《제1회 대한민국 얼짱모델 선발대회》 (2008년) - 에스쁠리에상 수상

### 패션쇼
- 《서울패션위크》,《프리뷰 인 차이나》,《프리뷰 인 서울》, 《FILA SPORT》, 《콜핑》,《JDX》, 《EXR TEAM106》, 《HUM》, 《FUBU》, 《KAPPA》《슬링스톤》,《반달리스트》,《바이더알》,《프랭커스》,《아시아주문양복연맹 총회》《한국 비스포크》,《챈슬러》, 《제일모직 인천 아시안게임 공식 유니폼》,《충주세계조정 선수권 대회 한복》, 《인사 전통문화축제 한복》등등